# Marcelo Bielsa
Marcelo Alberto Bielsa Caldera (ur. 21 lipca 1955 w Rosario) – argentyński trener, piłkarz występujący na pozycji obrońcy. Obecnie pełni funkcję selekcjonera reprezentacji Urugwaju.
Jako zawodnik grał w CA Newell’s Old Boys, później krótko w Instituto AC Córdoba i CA Argentino, ale szybko zakończył karierę sportową i poświęcił się pracy szkoleniowej.

## Kariera szkoleniowa
W połowie lat 80. został trenerem klubu, którego był wychowankiem – CA Newell’s Old Boys. Dwukrotnie zdobył z nim mistrzostwo Argentyny oraz tyle samo razy grał w finale Copa Libertadores. Po przygodzie z ligą meksykańską (Atlas FC i Club América), powrócił do Argentyny i wraz z CA Vélez Sarsfield po raz trzeci w swojej karierze triumfował w rozgrywkach o mistrzostwo kraju.
W 1998 roku po mundialu i rezygnacji Daniela Passarelli stanowisko selekcjonera reprezentacji zaproponowano trenerowi drużyny młodzieżowej Néstorowi Pekermanowi. Jednak Pekerman odmówił i rekomendował Bielsę, który wówczas od kilku tygodni był szkoleniowcem hiszpańskiego RCD Espanyol.
Argentyńczycy z łatwością przeszli przez eliminacje do Mundialu 2002 (13 zwycięstw, 4 remisy, 1 porażka) i z pierwszego miejsca w grupie awansowali do turnieju. Jednak niespodziewanie drużyna zaliczana do głównych pretendentów do zdobycia Pucharu Świata, w której barwach grali wówczas piłkarze należący do światowej czołówki (Roberto Ayala, Walter Samuel, Diego Simeone, Juan Sebastian Veron, Javier Zanetti, Hernán Crespo) odpadła już po fazie grupowej (1–0 z reprezentacją Nigerii, 0–1 z reprezentacją Anglii i 1–1 z reprezentacją Szwecji). Marcelo Bielsie zarzucano to, że zbytnio zaufał zawodnikom o uznanych nazwiskach, przede wszystkim mającemu najlepsze piłkarskie chwile za sobą Gabrielowi Batistucie. Dziennikarze dziwili się, że w kadrze znalazł się 35-letni Claudio Caniggia, który zakończył reprezentacyjną karierę kilka lat wcześniej, a zabrakło w niej miejsca dla młodych Juana Romána Riquelme i Javiera Savioli z FC Barcelona. Po turnieju selekcjoner złożył dymisję, ale nie została ona przyjęta.
Zrezygnował dwa lata później zaraz po Igrzyskach Olimpijskich, na których prowadzona przez niego reprezentacja zdobyła złoty medal. Kilka miesięcy wcześniej doprowadził Argentynę do wicemistrzostwa Ameryki Południowej. Kiedy odchodził powiedział:
Sześć lat pracy z reprezentacją to wysiłek psychiczny porównywalny z dwudziestoma latami spędzonymi w klubie.
Od futbolu odpoczywał przez trzy lata. Po Copa América 2007 zastąpił Nelsona Acostę na stanowisku selekcjonera reprezentacji Chile. W eliminacjach do Mundialu 2010 drużyna zajęła drugie miejsce i wyprzedziła wszystkie inne zespoły oprócz reprezentacji Brazylii (10 zwycięstw, 3 remisy i 5 porażek). Prowadzona przez Marcelo Bielsę reprezentacja Chile, w której barwach występowali wówczas m.in. Claudio Bravo, Gary Medel, Waldo Ponce i Humberto Suazo, zagrała na Mundialu po raz pierwszy od 1998 roku. W Republice Południowej Afryki po zwycięstwach nad reprezentacją Hondurasu i reprezentacją Szwajcarii, a porażce z reprezentacją Hiszpanii, Chilijczycy awansowali do drugiej rundy. Ich rywalem w 1/8 finału była reprezentacja Brazylii. W kwalifikacjach dwukrotnie górą byli Brazylijczycy (wygrali 3–0 i 4–2); tym razem również wygrali podopieczni Carlosa Dungi (3–0).
8 lipca 2011 został szkoleniowcem Athletic Bilbao. W pierwszym sezonie pracy w kraju Basków osiągnął finał Ligi Europy i finału Pucharu Króla. Drugi sezon był gorszy, co przełożyło się na jego zwolnienie w 2013 roku.
Na początku sezonu 2014/2015 został ogłoszony nowym trenerem występującego w Ligue 1 Olympique Marsylia. Z francuskim klubem wywalczył 4. miejsce w lidze. 9 sierpnia 2015 po przegranym 0–1 meczu towarzyskim z SM Caen zrezygnował z posady trenera w Marsylii.
15 czerwca 2018 roku został ogłoszony nowym szkoleniowcem Leeds United FC. Wydarzenia z jego udziałem odbiły się szerokim echem, gdy wiosną 2019 w trakcie meczu przeciwko Aston Villa FC Marcelo Bielsa nakazał swoim piłkarzom oddanie gola przeciwnikom, po tym jak chwilę wcześniej jego drużyna zdobyła tzw. „brudnego gola” (strzelcem gola był Mateusz Klich) w czasie gdy jeden z zawodników gości leżał kontuzjowany na murawie. Ów gest fair play docenił m.in. Arsène Wenger. W lipcu 2020 roku wywalczył z Pawiami powrót do Premier League, po szesnastu latach gry w niższych ligach.

## Osiągnięcia szkoleniowe

### Klubowe
CA Newell’s Old Boys
- Mistrzostwo Argentyny: 1990/91, Clausura 1992
- Finał Copa Libertadores: 1992

CA Vélez Sarsfield
- Mistrzostwo Argentyny: Clausura 1998

Athletic Bilbao
- Finał Pucharu Króla: 2011/12
- Finał Ligi Europy: 2011/12

### Reprezentacyjne
Argentyna
- Złoto Igrzysk Olimpijskich: 2004
- Finał Copa América: 2004

## Statystyki kariery
Aktualne na 21 listopada 2023.
| Zespół               | Od                   | Do                   | Statystyka | Statystyka | Statystyka | Statystyka | Statystyka |
| Zespół               | Od                   | Do                   | M          | W          | R          | P          | % W        |
| -------------------- | -------------------- | -------------------- | ---------- | ---------- | ---------- | ---------- | ---------- |
| CA Newell’s Old Boys | 1 lipca 1990         | 30 czerwca 1992      | 97         | 39         | 38         | 20         | 40,21      |
| Atlas FC             | 1 lipca 1993         | 31 stycznia 1995     | 77         | 29         | 20         | 28         | 37,66      |
| Club América         | 1 lipca 1995         | 25 marca 1996        | 33         | 10         | 14         | 9          | 30,30      |
| CA Vélez Sarsfield   | 1 lipca 1997         | 30 czerwca 1998      | 44         | 23         | 14         | 7          | 52,27      |
| RCD Espanyol         | 10 lipca 1998        | 19 października 1998 | 12         | 3          | 3          | 6          | 25,00      |
| Argentyna            | 20 października 1998 | 15 września 2004     | 85         | 56         | 18         | 11         | 65,88      |
| Chile                | 11 lipca 2007        | 4 lutego 2011        | 51         | 28         | 8          | 15         | 54,90      |
| Athletic Bilbao      | 7 lipca 2011         | 30 czerwca 2013      | 113        | 43         | 31         | 39         | 38,05      |
| Olympique Marsylia   | 17 maja 2014         | 8 sierpnia 2015      | 41         | 21         | 7          | 13         | 51,22      |
| S.S. Lazio           | 6 lipca 2016         | 8 lipca 2016         | 0          | 0          | 0          | 0          | –          |
| Lille OSC            | 24 maja 2017         | 15 grudnia 2017      | 14         | 3          | 4          | 7          | 21,43      |
| Leeds United         | 15 czerwca 2018      | 27 lutego 2022       | 170        | 81         | 30         | 59         | 47,65      |
| Urugwaj              | 15 maja 2023         | Obecnie              | 8          | 6          | 1          | 1          | 75,00      |
| Łącznie              | Łącznie              | Łącznie              | 745        | 342        | 188        | 215        | 45,91      |